# 1. Liga Kobiet 2006/07
Die Kobiety Ekstraliga 2006/07 war die 28. Auflage des höchsten polnischen Frauenfußballwettbewerbs, der Ekstraliga Kobiet. Meister wurde der Titelverteidiger KS AZS Wrocław. Aufsteiger aus der zweiten polnischen Liga waren UKS Gol Częstochowa und AZS PWSZ Biała Podlaska.

## Abschlusstabelle
| Pl. | Verein                      | Sp. | S  | U | N  | Tore    | Diff. | Punkte |
| --- | --------------------------- | --- | -- | - | -- | ------- | ----- | ------ |
| 1.  | KS AZS Wrocław (M)          | 20  | 17 | 0 | 3  | 062:140 | +48   | 51     |
| 2.  | UKS Gol Częstochowa (N)     | 20  | 15 | 1 | 4  | 050:260 | +24   | 46     |
| 3.  | Medyk Konin (P)             | 20  | 12 | 2 | 6  | 052:330 | +19   | 38     |
| 4.  | AZS PWSZ Biała Podlaska (N) | 20  | 5  | 3 | 12 | 020:360 | −16   | 18     |
| 5.  | Czarni Sosnowiec            | 20  | 3  | 3 | 14 | 015:500 | −35   | 12     |
| 6.  | Cisy Nałęczów               | 20  | 3  | 1 | 16 | 012:520 | −40   | 10     |

| (M) | Polnischer Meister 2005/06    |
| (P) | Pokalsieger 2005/06           |
| (N) | Aufsteiger der Saison 2005/06 |

## Relegation
Die Relegation zwischen dem Fünften der 1. Liga Kobiet und dem Verlierer der Aufstiegsrunde aus den zweiten Ligen wurde am 10. Juni 2007 in Rudy Raciborskie ausgetragen.
|                  | Ergebnis |                  |
| ---------------- | -------- | ---------------- |
| Sparta Lubliniec | 0:1      | Czarni Sosnowiec |